# Сюжет для двох оповідань
«Сюжет для двох оповідань» — радянський художній телефільм 1991 року за оповіданнями А. П. Чехова «Після театру» і «Володя».

## Сюжет
Перший сюжет «Після театру» — про шістнадцятирічну Надійку, яку долають складні почуття: в неї закохані двоє молодих людей — офіцер Горний і студент Груздєв. Друга історія «Володя» — про сімнадцятирічного гімназиста, якого почуття до тридцятирічної кузини Нюти, що з'явилося у нього не без її участі, приводить до трагедії.

## У ролях
- Наталія Рассієва —  Надійка
- Дмитро Черченко —  Володя
- Марина Брусникина —  Нюта
- Ія Саввіна —  Марія Леонтіївна, мати Володі
- Андрій Дубровський —  Горний
- Олександр Неменов —  Груздєв
- Ірина Новикова —  мати Наденьки
- Лариса Жуковська —  Лілі Шуміхіна
- Олена Хромова —  Євгенія Андріївна
- Галикс Колчицький —  чоловік Нюти, архітектор
- Ірина Васильєва —  племінниця

## Знімальна група
- Режисер — Ольга Вихоркова
- Сценарист — Юрій Котляр
- Оператор — Ігор Ковригін
- Композитор — Ігор Голубєв
- Художник — Юрій Єфімов